# James Oglethorpe
James Edward Oglethorpe (22. prosince 1696 Londýn – 30. června 1785 Cranham) byl britský voják, poslanec, filantrop, zakladatel a vůdce kolonie Georgia v tehdejší britské Americe. Jako sociální reformátor doufal, že přesídlí řádné britské chudé do Nového světa, a nejprve se zaměřil na ty ve věznicích pro dlužníky.
Oglethorpe, který se narodil v prominentní britské rodině, opustil univerzitu v Anglii a kariéru v britské armádě a odcestoval do Francie, kde navštěvoval vojenskou akademii a poté v rakousko-turecké válce bojoval pod princem Evženem. V roce 1718 se vrátil do Anglie a roku 1722 byl zvolen do sněmovny. Počátek jeho působení byl relativně nevýrazný až do roku 1729, kdy se stal předsedou výboru, který vyšetřoval britská vězení pro dlužníky (Gaols Committee). Poté, co byla zpráva zveřejněna, Oglethorpe a další začali šířit myšlenku nové kolonie, která by sloužila jako nárazník mezi Karolinami a Španělskou Floridou. Poté, co mu bylo uděleno pověření, odplul Oglethorpe v listopadu 1732 do Georgie.
Oglethorpe byl významnou postavou v počátcích kolonie, držel velkou civilní i vojenskou moc a zavedl zákaz otrokářství a alkoholu. Během války o Jenkinsovo ucho vedl Oglethorpe britské jednotky proti španělským silám se sídlem na Floridě. V roce 1740 vedl zdlouhavé obléhání St. Augustinu, které však bylo neúspěšné. Poté odrazil španělskou invazi do Georgie v roce 1742. Oglethorpe opustil kolonii po dalším neúspěšném útoku na St. Augustine a nikdy se už nevrátil. Vedl několik britských jednotek v povstání jakobitů v roce 1745 a byl viněn z britské porážky v bitvě u Clifton Mooru. Přestože byl Oglethorpe před vojenským soudem očištěn, už nikdy nebyl pověřen velením. Poslanecké místo ztratil v roce 1754. Odešel pak z Anglie a během sedmileté války sloužil inkognito v pruské armádě. V pozdějších letech byl Oglethorpe činný v literárních kruzích a sblížil se s Jamesem Boswellem a Samuelem Johnsonem.